# 情報源
情報源（じょうほうげん）には主に次の2つの意味がある。
1. 情報の提供者、入手元、入手経路、発信源（ソース、英: information source）。例えば、歴史においては史料（英: historical source）、調査・研究においては資料（英: source text）。ジャーナリズムにおいては、取材源 (Journalism sourcing) 。
2. 情報理論の概念。

## 情報の提供者、史料、資料

### 様々な情報源
情報源としては例えば次のようなものがある。
- 書籍 - 書籍は一つのテーマを徹底的に論述し、しばしば歴史的な文脈の中で具体的な反論を提起しており有益である[1]。
- 定期刊行物 - 定期的に刊行されているもの。一般向けの定期刊行物もあるが、専門家向けの定期刊行物（専門誌）もある。季刊誌、月刊誌、週刊誌など。
- 新聞 - 議論の行う時にはしばしば最新の情報、タイムリーな情報が必要だが、新聞はそうした情報源として優れている[1]。
- 年鑑とデータブック - 具体的な統計を探すのに適しており、それを書籍で探すよりも時間の節約になることが多い[1]。
- 政府刊行物 - 政府側の見解や、政府が把握している情報を調べるのに適した情報源。委員会や公聴会などにおける専門家の発言などを知るのにも役立つことがある。
- 人物による口頭での発言、証言 - 裁判などでは人の証言が決定的な根拠となることも多い。

### 信頼性の検討
情報源に着目しつつ情報の内容を確認することによって、得られた情報の内容の信頼性を吟味することもできる。ひとつは、同じ情報源から得られる別の記述と整合性があるか、また、別の情報源から得られる記述・証言と整合性があるかを確かめる。この2つの作業によって信頼性を吟味することができるのである。ジーゲルミューラーは前者を「内的整合性」後者を「外的整合性」という用語で呼んでいる。
同一の情報源からの情報でありながら別の箇所の記述と整合性を欠いている場合は、その情報源の信頼性に疑問符がつくことになる。不整合があるということは、何らかの不注意や上滑りな分析がそこに含まれている可能性を示唆している。
裁判においては検察官や弁護士は証人の発言の内的整合性に特に注意を払う。内的整合性がない、との指摘で証人の発言内容の信頼性は下がってしまうのである。
中絶を巡る議論でも、中絶賛成派が論拠に持ち出す話の内部整合性のなさが中絶反対派から批判されることがある。母体の生命を保護するために中絶を認めるべきだとしておきながら胎児の生命は失っても問題ないとするのでは、生命の普遍性という観点からは内部整合性を欠いているのである。
外部整合性について言うと、独立した、別々の情報源からの情報と整合性があるかどうかを調べてみる、ということである。ある人の発言が他の様々な情報源の著しく食い違い支持者が全くない場合は、その発言を根拠としてしまうことには問題が出てくる。ジーゲルミューラーによれば、複数の情報源で情報に食い違いがある場合でも、ただちに情報元の信頼性がすっかり失われてしまうわけではないが、問題となっている主題に関しては複数の情報元のどれがより信頼できるのか検討が必要となってくるという。
外的整合性の有無は根拠を保証する肯定的な使い方も、根拠を拒否する否定的な使い方もできる。歴史学者のルイ・ゴットシャルクは「独立的実証」という概念について次のように説明している。「歴史学者が用いる一般的な規則というのは、二人以上の信頼できる証人の独立した証言に基づく事項だけを、歴史的なものとして受け入れることである」。二つの独立した（無関係な）情報源から同一の意見や前提が得られ、それを根拠として用いれば、より高い信頼性が得られるのである。

## 情報理論
情報理論においては、情報源とはビット列（もしくはより一般になんらかのシンボルの有限列）が、選ばれるもととなる空間の事。より厳密に言えば、シンボルの有限列全体の空間とその上の確率分布の組のこと。シンボルの有限列はその確率分布に従って選ばれる。
代表的な情報源として次のものがある：
無記憶情報源とは、各シンボルが統計的に独立に発生する情報源である。この種の情報源は、各シンボルの生起確率 {\displaystyle P(s_{1}),...,P(s_{n})} が与えられることにより一意に定まる。この情報源のシンボルあたりの平均情報量のことをエントロピーという。エントロピーの最大値は、{\displaystyle \log _{2}n} シャノンであり、それは各シンボルの生起確率が等しいとき（ {\displaystyle {\frac {1}{n}}} ずつのとき）である。
{\displaystyle m} 重マルコフ情報源とは、各シンボルの生起確率がその直前に生じた {\displaystyle m} 個のシンボルに依存する、{\displaystyle m} 重マルコフ過程とみなせる情報源のことである。特に、{\displaystyle m=1} のとき、単純マルコフ情報源という。
エルゴード情報源とは、エルゴード性を満たす情報源のことである。